# Ambatoasana Centre
Ambatoasana Centre is een plaats en commune in het centrum van Madagaskar, behorend tot het district Soavinandriana, dat gelegen is in de regio Itasy. Tijdens een volkstelling in 2001 telde de plaats 8.929 inwoners.
De plaats biedt enkel lager onderwijs aan. 99,5 % van de bevolking werkt als landbouwer. De belangrijkste landbouwproducten zijn rijst en pinda's; andere belangrijke producten zijn bonen en mais. Verder is 0,5% actief in de dienstensector.